# Hoodiedate
Hoodiedate is een lied van de Nederlandse zanger Snelle. Het werd in 2023 als single uitgebracht en stond in hetzelfde jaar als tweede track op het album Achtentwintig.

## Achtergrond
Hoodiedate is geschreven door Daan Ligtvoet, Jerry Armah, Lars Bos, Noah Tabernal en Tom Hendriks en geproduceerd door Donda Nisha. Het is een nummer dat past in het genre nederpop met effecten uit de disco. In het lied zingt de artiest over een knusse date thuis. Ze trekken een hoodie aan en genieten van elkaars aanwezigheid. 

## Hitnoteringen
De artiest had succes met het lied in de hitlijsten van Nederland. Het kwam tot de 38e positie van de Nederlandse Top 40 en stond twee weken in deze lijst. Het piekte op de 57e plaats van de Nederlandse Single Top 100 en stond vier weken in deze hitlijst.